# Лаптев, Иван Сергеевич (епископ)
Ива́н Серге́евич Ла́птев (род. 1 апреля 1979) — третий епископ Евангелическо-лютеранской церкви Ингрии на территории России, бывший ректор Теологического института Церкви Ингрии.

## Биография
Иван Сергеевич был крещён во младенчестве, с детства принимал активное участие в жизни лютеранского прихода в Колтушах. В интервью христианскому каналу ТБН Иван заявил, что несмотря на старания бабушки его родители были неверующими людьми, а обращение к Богу проходило в два этапа: в 12 лет когда он первый раз помолился и ближе к совершеннолетию стал проникаться религиозным мировоззрением
26 сентября 1998 года женился и в том же году был призван в армию. После демобилизации поступил на работу в Теологический Институт Церкви Ингрии, а затем в Санкт-Петербургский порт. Параллельно окончил начальный теологический курс в Теологическом институте Церкви Ингрии и был призван на служение катехета в Колтушской общине (помогал пастору, проводил конфирмационные занятия и занимался работой с молодёжью). С 2000 года был волонтёром Миссионерского отдела ЕЛЦИ.
В 2004 году призван на служение в Колтушскую Евангелическо-лютеранскую Общину в чине диакона, рукоположён епископом Арри Кугаппи. В 2008 году поступил в Теологический институт Церкви Ингрии, в 2011 году окончил бакалавриат (защитил диплом на тему «Применение метода семиотического моделирования к анализу библейских текстов»), после чего был рукоположен в пасторы. Продолжил обучение в магистратуре ТИЦИ, в 2013 году защитил диссертацию на тему «Методы семиотического моделирования в Послании к Евреям». Осенью 2013 года был призван на служение в чине настоятеля Губаницкого прихода. С 2012 по 2016 год возглавлял миссионерскую работу в ЕЛЦИ, после чего ушёл с должности руководителя отдела, но продолжал возглавлять Миссионерский комитет.
В октябре 2015 года был призван на служение в должности и. о. ректора Теологического института Церкви Ингрии (1 ноября 2022 года его сменил в этой должности вновь назначенный ректор к. ф. н. пастор Константин Юрьевич Субботин). Преподаёт ряд дисциплин на бакалавриате.
19 октября 2019 года на XXX Синоде ЕЛЦИ во втором туре большинством голосов был избран епископом вместо уходящего на покой Арри Матвеевича Кугаппи. 13 января 2020 года в качестве избранного епископа (епископа-электуса) официально вступил в должность. 9 февраля 2020 года на торжественном богослужении в церкви святой Марии был рукоположён в епископы. Рукоположение совершили епископ-эмеритус Арри Кугаппи (Евангелическо-лютеранская церковь Ингрии), архиепископ Янис Ванагс (Евангелическо-лютеранская церковь Латвии), епископ Всеволод Лыткин (Сибирская евангелическо-лютеранская церковь), епископ Тийт Салумяэ (Эстонская евангелическо-лютеранская церковь) и епископ Сеппо Хяккинен (Евангелическо-лютеранская церковь Финляндии).

## Семья
Бабушка Ивана Сергеевича, Рауха Ивановна Логинова (урождённая Ненонен, 1934—2013), происходила из семьи ингерманландцев. В 8-ми летнем возрасте (то есть в 1942 году) вывезена из Всеволожского района в Сибирь по Дороге жизни. В 1957 году вернулась во Всеволожский район. Входила в число церковной десятки, зарегистрировавшей в 1989 году Колтушскую евангелическо-лютеранскую общину. Сыграла решающую роль в обращении Ивана в лютеранство.
Иван из многодетной семьи. Старший из пяти детей (три младших брата и младшая сестра).
Женат, имеет четверых детей.

## Примечание
1. 1 2  ТБН. Иван Лаптев. «Три сложных вопроса». Youtube (29 декабря 2019). Дата обращения: 7 июля 2020. Архивировано 10 августа 2020 года.
2. ↑  Новый ректор Теологического института Церкви Ингрии. Официальный сайт ЕЛЦИ (27 октября 2022). Дата обращения: 16 декабря 2023. Архивировано 26 марта 2023 года.
3. ↑  Руководство. ТИЦИ. Дата обращения: 7 июля 2020. Архивировано 9 июля 2020 года.
4. ↑  Второй день Синода – Евангелическо-Лютеранская Церковь Ингрии. elci.ru. Дата обращения: 7 июля 2020. Архивировано 22 октября 2019 года.
5. ↑  Новым епископом Церкви Ингрии избран ИВАН ЛАПТЕВ | Инкери. Дата обращения: 7 июля 2020. Архивировано 7 июля 2020 года.
6. ↑  Поздравляем нового епископа Церкви Ингрии! – Евангелическо-Лютеранская Церковь Ингрии. elci.ru. Дата обращения: 7 июля 2020. Архивировано 7 июля 2020 года.
7. ↑  christianredactor. Рукоположение в епископы | ТБН (10 февраля 2020). Дата обращения: 7 июля 2020. Архивировано 8 июля 2020 года.
8. ↑  Пробег памяти